# Decadence (film 2000)
Decadence è un film erotico del 2000 diretto da Andrew Blake.

## Trama
Ambientato a Venezia, il film non ha una trama vera e propria ma gioca sul montaggio di singole clips consecutive in cui appaio in successione diverse attrici e attori.
Non vi sono vere e proprie scene di sesso esplicito tranne qualche sporadica fellatio.

## Produzione
Non vi è sonoro, ma una colonna sonora strumentale che accompagna immagini talvolta suggestive del paesaggio lagunare.
I protagonisti sono in prevalenza femminili, figure di spicco del panorama hard.